# Потоцкий, Ян Непомуцен
Ян Непомуцен Потоцкий (пол. Jan Nepomucen Potocki; 29 апреля 1867, Олешице — 13 марта 1942, Рыманув-Здруй) — польский граф и общественный деятель, владелец лечебного курорта Рыманув-Здруй, депутат рейхсрата Австро-Венгрии и Галицкого сейма.

## Биография
Представитель польского дворянского рода Потоцких герба «Пилява». Старший сын графа Станислава Войцеха Антония Потоцкого (1837—1884) и графини Анны Софии Потоцкой, урождённой Дзялынской (1846—1926).
7 июня 1899 года Ян Непомуцен Потоцкий был избран депутатом в рейхсрат Австро-Венгрии IX созыва (1897—1900). В декабре 1900 года он был избран депутатом рейхсрата X созыва (1901—1907). В 1913 году Ян Потоцкий избирается депутатом от Саноцкого округа в Галицкий сейм последнего (X) созыва (1913—1914). Был членом рады повята саноцкого, выбранный из группы крупных помещиков, он занимал пост заместителя повятового отдела. В 1912 году Ян Потоцкий был переизбран группой сельских гмин, был заместителем маршалка в 1913 году, в том же 1913 году был заместителем члена отдела, в 1914 году снова стал заместителем маршалка.
23 ноября 1905 года Ян Непомуцен Потоцкий был избран председателем правления фермеров в Саноке. В 1911 году был владельцем ряда поместий: Посада-Гурна (266 га), Вулька (91 га) и Волтушова (489 га). Он занимал пост председателя основанного в 1929 году Саноцкого отдела Польского Татранского общества. В 1920-х года заседал в совете коммунальной сберегательной кассы в Саноке.
Ян Непомуцен Потоцкий был искусным охотником — являлся обладателем рекорда Польши относительно количества убитых рысей (12 штук). Он также был владельцем одного из первых в Галиции автомобилей — австрийского Lesdorfa с 1892 года. Был инициатором строительства дорог в регионе в 1930-х годах. С этой целью он создал так называемый «день труда», во время которого он добровольно посвящал себя общественной работе в интересах своего района (строительство дорог, домов народного творчества, часовен, мостов и т. д.). Несколько дорог было построено во время Горного съезда в Саноке в августе 1936 года. Предоставлял материал для возведения школ, пожарных депо и мостов.

## Семья
30 июня 1892 года в Кракове женился первым браком на Розе Марии Водзицкой (1868—1902), дочери графа Казимира Станислава Михаила Водзицкого (1816—1889), польского писателя и орнитолога, и графини Юзефы Дзедушицкой (1839—1910). Супруги имели четверых детей:
- Ян Потоцкий (род. и умер 23 мая 1893)
- Тереза Ядвига Мария Потоцкая (16 июня 1895 — 1942), 1-й муж с 1915 года Казимир Владислав Мнишек-Тхужницкий (1880—1919), 2-й муж с 1921 года Ежи Скржишовский (1892—1942)
- Александр Клеменс Антоний Потоцкий (23 ноября 1896 — 13 июня 1982), 1-я жена с ок. 1920 года Ирена Роза Мрозевич (1903—1965), 2-я жена с 1922 года Эльжбета Антонина Тржецеская (1900—1952)
- Ядвига Мария Потоцкая (20 августа 1899 — 22 сентября 1963), 1-й муж с 1921 года Станислав Богдан Антоний Грабинский (1891—1930), 2-й муж с 1946 года Анджей Адама Потворовский (1887—1963).

14 октября 1905 года в Пшемысле вторично женился на Марии Хелене Жайер (1879—1969), дочери Михаила Жайера. Супруги имели в браке четверых детей:
- Игнацы Потоцкий (30 мая 1906 — 8 ноября 1994), польский общественный деятель, 1-я жена с 1930 года Мат Эни Джейн О’Делл (1910—1932), 2-я жена с 1933 года графиня Анна Мария Мыцельская (1904—1993), дочь Владислава Мыцельского (1861—1939) и Фелиции Заклики (1877—1943)
- София Мария Потоцкая (24 мая 1911 — 14 августа 1968), жена с 1936 года Казимира Манковского (1908—1988)
- Мария Ядвига Потоцкая (19 сентября 1912 — 10 июня 1998), муж с 1932 года Ежи Юзеф Иордан-Стоёвский (1898—1995)
- Ян Владислав Потоцкий (19 июня 1919 — 2012), был семь раз женат, 10 детей.